# Heat (película de 1972)
Heat —también conocida como: Andy Warhol's Heat— es una película norteamericana de 1972, escrita y dirigida por Paul Morrissey, producida por Andy Warhol y protagonizada por Joe Dallesandro, Sylvia Miles y Andrea Feldman. 
Es la tercera parte de la trilogía de Warhol compuesta por Flesh, Trash y la propia Heat.
Esta película fue concebida por Andy Warhol como una parodia de Sunset Boulevard (1950).

## Trama
Joey Davis (Dallesandro) es una ex-estrella infantil que sobrevive haciendo de prostituto en Los Ángeles. Joey se vale del sexo para lograr que su casera le haga descuentos en el costo de la renta, luego seduce a Sally Todd (Miles), una vieja gloria de Hollywood. Sally trata de ayudar a que Joey reviva su carrera, pero su fama de ex-estrella mediocre no le ayuda a lograr el objetivo. La hija psicótica de Sally, Jessica (Feldman) complica muchísimo la relación entre  Sally y el cínico Joey, quien sufre de trastornos emocionales

## Reparto
- Joe Dallesandro como Joey Davis.
- Sylvia Miles como Sally Todd.
- Andrea Feldman como Jessica.
- Pat Ast como Lydia, la casera y dueña del motel.
- Ray Vestal como Ray, el productor.
- Lester Persky como Sidney.
- Eric Emerson como Eric.
- Gary Kaznocha como Gary.
- Harold Stevenson como Harold (apareció en los créditos como: Harold Childe).
- John Hallowell como Columnista de chismes de farándula.
- Pat Parlemon como La chica de la piscina.
- Bonnie Walder como Bonnie.